# Numération éthiopienne
La numération éthiopienne est un système de numération mixte de base décimale, reprenant les 19 premières lettres de la numération alphabétique grecque pour représenter les 100 premiers entiers, auxquelles a été ajouté un signe complémentaire représentant la centaine, signe doublé pour représenter le nombre 10 000.

## Référence
1. ↑  Georges Ifrah, Histoire universelle des chiffres : l'intelligence des hommes racontée par les nombres et le calcul, Paris, Laffont, 1994 (1re éd. 1981), 1010 p. (ISBN 2-221-07838-1), p. 592.